# Distretto della Lapponia Settentrionale
Il distretto della Lapponia Settentrionale (Pohjois-Lapin seutukunta) è uno dei distretti della Finlandia. È geograficamente locato nella regione della Lapponia. Il distretto è composto da tre comuni e il numero della classificazione NUTS (NUTS-4) e LAU (LAU-1) è  197.
La superficie del distretto è di 35108 km².
Il 31 maggio 2011 la popolazione del distretto era di 16.858 abitanti, con una densità 0,48 ab./km².
Nel suo territorio si trova Nuorgam, l'abitato più a nord della Finlandia e dell'intera Unione europea.

## Comuni
- Inari (comune)
- Sodankylä (comune)
- Utsjoki (comune)